# Jean-Jacques de Boissieu
Pour les articles homonymes, voir Boissieu.
Pour les autres membres de la famille, voir Famille de Boissieu.
Jean Jacques de Boissieu est un dessinateur, graveur et peintre français, né le 30 novembre 1736 à Lyon où il est mort le 1er mars 1810.
Jouissant de son vivant d'un grand renom en France comme en Europe, surnommé par certains le « Rembrandt français », il est considéré comme un des fondateurs de l'École lyonnaise de peinture. 
Il réalisa quelques planches pour l'Encyclopédie de Diderot, puis se spécialisa dans les portraits, les paysages et scènes de la vie quotidienne de la région lyonnaise. 
Son style se rattache, par son souci du réalisme, à l'école hollandaise.

## Biographie

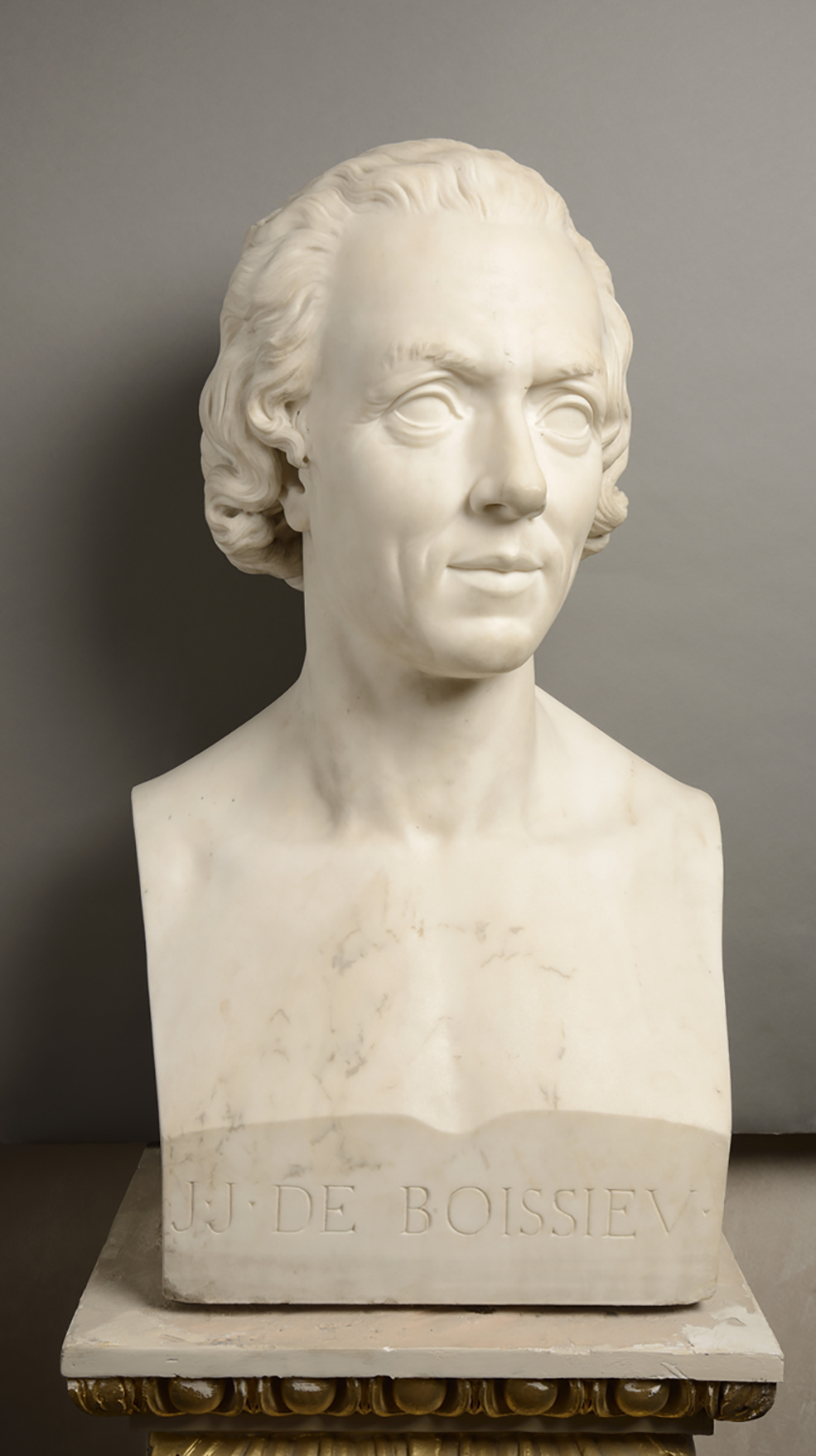
Jean-Jacques de Boissieu (1845), par Joseph-Hugues Fabisch, au musée des Beaux-Arts de Lyon.

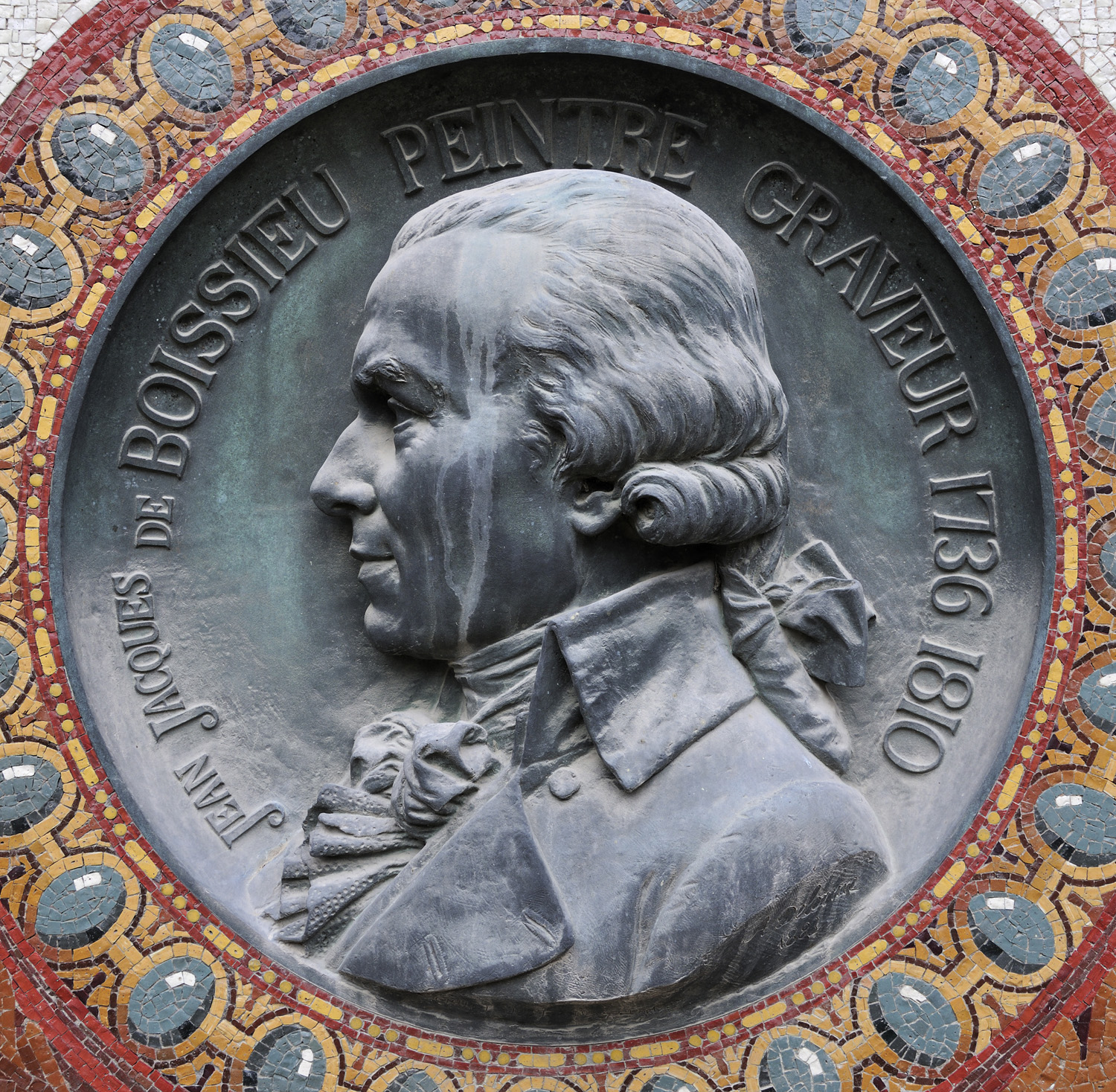
Jean-Jacques de Boissieu, médaillon en bronze de Jean-André Delorme, musée des Beaux-Arts de Lyon.

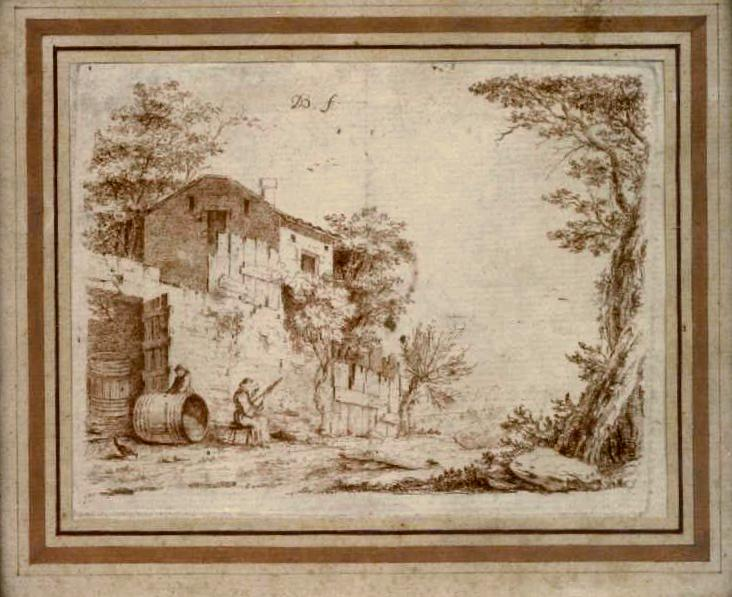
Attribué à Jean-Jacques de Boissieu, La Fileuse, Paris, collection particulière non sourcée.

Jean-Jacques de Boissieu naît à Lyon le 30 novembre 1736, fils de Jacques de Boissieu, médecin à Lyon, et d'Antoinette Vialis. Sa famille est originaire du Forez ; son ancêtre Jean de Boissieu fut secrétaire de la princesse Marguerite de Valois.
Très jeune et « même avant d'avoir reçu aucun principe de dessin »[réf. nécessaire], il aurait cherché à imiter les tableaux que possédait son aïeul maternel, M. Vialis. Passionné par l'art dès l'enfance, il publia en 1758 six feuilles de croquis à l'eau-forte sous le titre Livre de griffonnements inventés et gravés par de Boissieu à Paris chez Pariset. Il avait ensuite gravé six Paysages dessinés et gravés par J.J.D.B. à Lyon en 1759. 
Inspiré par les peintres flamands Ruisdael, Berchem, Jan Miel, les frères Jan et Andries Both, Wouwermans, « il réalisa des imitations [qui] obtinrent un grand succès ».
En 1760, il était en relations de correspondance avec le graveur Jean-Georges Wille.
Il produisit des eaux-fortes, des dessins d'une grande acuité aux crayons et des lavis. Avec des portraits expressifs, il a dessiné des paysages, soit au crayon (mine de plomb, sanguine, pierre noire), soit au lavis. Son œuvre gravé se compose de 140 planches (142 selon Guichardot) et de quelques pièces connues par des exemplaires uniques de la collection du musée Städel à Francfort-sur-le-Main.
Selon Jean Adhémar, il s'inspire de Rembrandt mais surtout de ses élèves Jan Lievens et Jan van Vliet ; il le qualifie de « virtuose de l'eau-forte » et estime que le meilleur de son œuvre date du XVIIIe siècle, ses Petits Maçons de 1801 furent admirés par Dominique Vivant Denon, lui-même graveur amateur d'après Rembrandt. Boissieu influencera les premiers aquafortistes de 1850 : Charles Meryon, Félix Bracquemond, Eugène Bléry.
Boissieu va parfaire son éducation artistique par un séjour à Paris de 1761 à 1764, où il fréquente les artistes Claude Joseph Vernet, Claude-Henri Watelet — qui acquit en 1767 un lot d'eaux-fortes de Rembrandt qu'il admirait, et s'en inspira pour graver ses propres estampes, réunies avec celles du Maitre dans un album — et Jean-Baptiste Greuze,
Des connaisseurs d'art lui ouvrirent leurs cabinets et galeries et lui permirent de copier les tableaux de leur collection de son choix, ce qu'il indique en légendant ses estampes.

### Le voyage en Italie, 1765-1766
Boissieu eut l'occasion de faire le traditionnel Grand Tour en Italie des esthètes et aristocrates européens en compagnie de son protecteur François XII Alexandre Frédéric de La Rochefoucauld, duc de Liancourt puis de La Rochefoucauld, qui vint le chercher à Lyon. Les deux compagnons séjournèrent à Rome, Gênes, Naples, où Boissieu dessina dans les musées et surtout d'après  nature (l'arc de Titus, le Colisée, la tombe de Cæcilia Metella, les cascatelles de Tivoli, la maison ruinée de Mécène, etc.) ; il s'y lia avec Winckelmnann, protégé du cardinal Albani.
Au passage, il visite Voltaire à Ferney.
Revenu à Lyon, il poursuit son œuvre artistique avec grand succès : Goethe collectionne ses œuvres, le frère du roi de Prusse vient visiter son atelier, il est reçu à l'Académie des Sciences, Belles-Lettres et Arts de Lyon en 1780.
Il réalise également quelques planches pour l'Encyclopédie.
Il devient conseiller du roi, trésorier de France au bureau des Finances en 1771, et  épouse en 1773 Anne Roch de Valous, d'une famille consulaire lyonnaise. Pendant la Révolution, il fut protégé par le peintre Jacques-Louis David et ses cuivres sont placés « sous la sauvegarde de la loi ». 
En 1802, il est nommé membre de la commission administrative du Conservatoire des arts . Son fils Jean-Louis Marie, né en 1777, écuyer, seigneur de Cruzols, a été  maire de Lentilly de 1806 à 1810
Il fut le maître de son neveu Claude Victor de Boissieu.

## Postérité de son œuvre
« Plusieurs amateurs ont gravé à l'eau-forte d'après les dessins de Boissieu et même copié ses gravures ; tels sont MM. de Claussin, de Saint-Thomas, Georges Primaldi, Schreweyer, etc. Mais nous n'avons pas à insister sur ces gravures, qu'un connaisseur ne saurait confondre avec celles de notre maître ». Eugène Bléry et Balthazar Jean Baron ont été marqués par cet artiste.

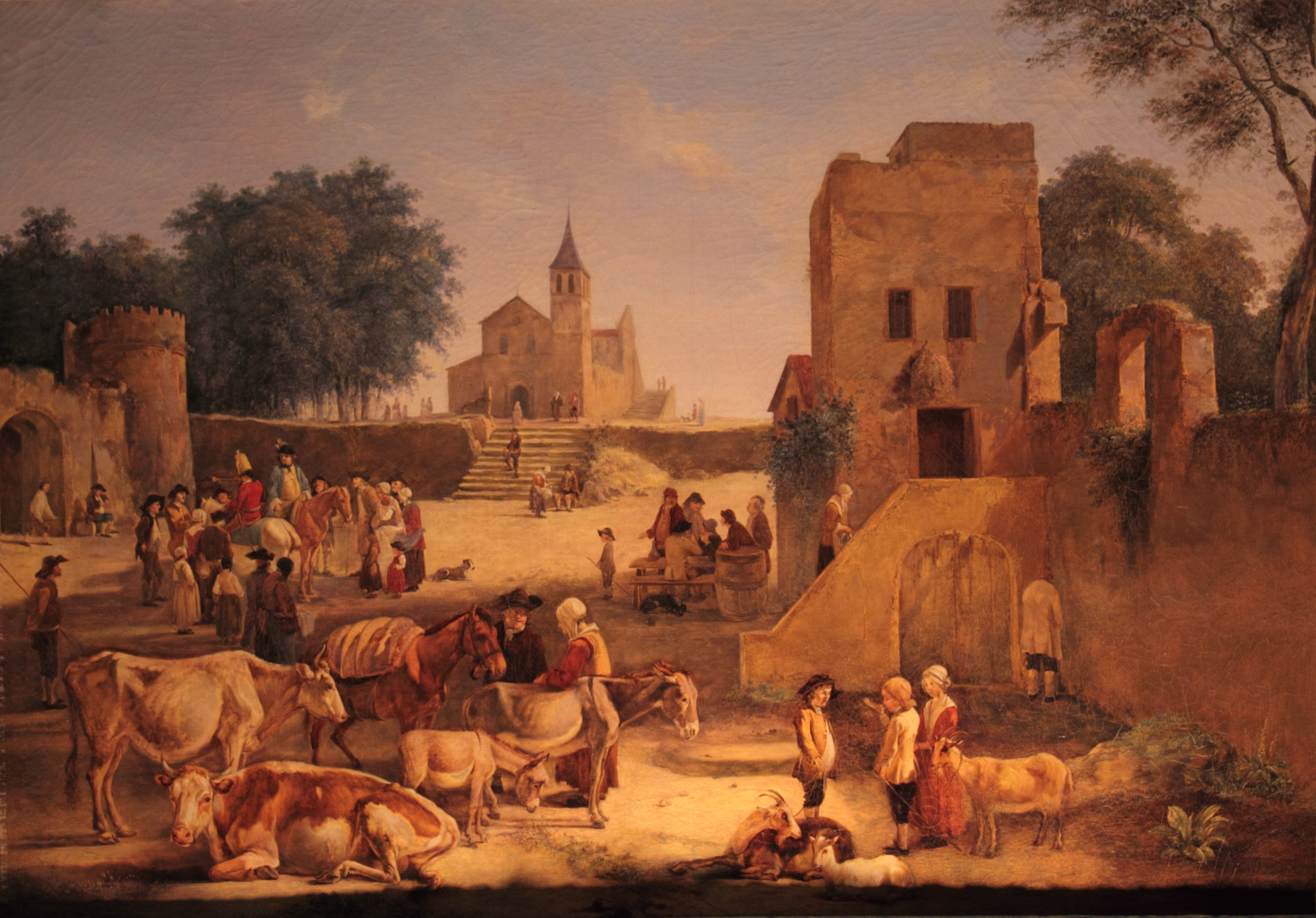
Le Marché d'animaux, musée des Beaux-Arts de Lyon.

Au début du XIXe siècle, le graveur et marchand d'estampes parisien Ignace Joseph de Claussin (1766-1844) collectionna ses dessins et ses eaux-fortes, qu'il reproduisit : « […] pendant 40 ans les amateurs les plus difficiles [qui] venaient chez lui fournir leurs portefeuilles de pièces rares. Il avait fait une étude spéciale sur Rembrandt et des autres graveurs de l'école hollandaise, et en 1824 avait publié un Catalogue raisonné des estampes qui forment l'œuvre de Rembrandt ; il avait recherché également les dessins et estampes de Boissieu, puis s'était mis à graver, et ses gravures où il imite Boissieu (dont Étude de dix-neuf figures, 1815 - certaines épreuves sont datées de 1817) et Rembrandt et ne manquent pas d'une certaine valeur… etc. ».
Perez cite l'album publié (en 1817 ?) par de Claussin sous le titre Onze études de têtes gravées à l'eau-forte par et d'après De Boissieu chez Osterwald et Rittner à Paris et Londres, et indique que la suite est conservée complète, sauf une planche, au Metropolitan Museum de New York et incomplète, à la Bibliothèque nationale de France à Paris ; elle présume que de Claussin grava ces « pêles-mêles d'interprétations » en contrepartie d'après des dessins de Boissieu qu'il possédait.
De fait, le catalogue de sa vente après décès par Dumesnil, greffier de la Justice de paix du canton de Neuilly assisté de l'expert Schroth, le 2 décembre 1844 mentionne « de très beaux dessins originaux des grands maîtres de l'école hollandaise, une série de dessins très capitaux de Jean-Jacques de Boissieu, quelques estampes de Rembrandt ». Selon l'historien et critique d'art Léon Roger-Milès, y furent vendus « trois grands dessins de Rembrandt, un de Van de Velde (depuis au musée du Louvre) un de Berghem, deux de De Boissieu […] une quittance de 900 francs payée à M. De Boissieu pour un de ses dessins, Le Foyer, qui faisait partie du lot. Les chaudronniers se partagèrent les cuivres des gravures. »

## Son style
« Un caractère un peu lourd, mais un amour vrai de la nature [qu'il] a plus habilement reproduit que la figure humaine. Ses paysages sont très beaux. Tout est d'un fini merveilleux. Il est le graveur le plus habile que la France ait produit. Ses dessins ont une si grande perfection que beaucoup valent des tableaux ».

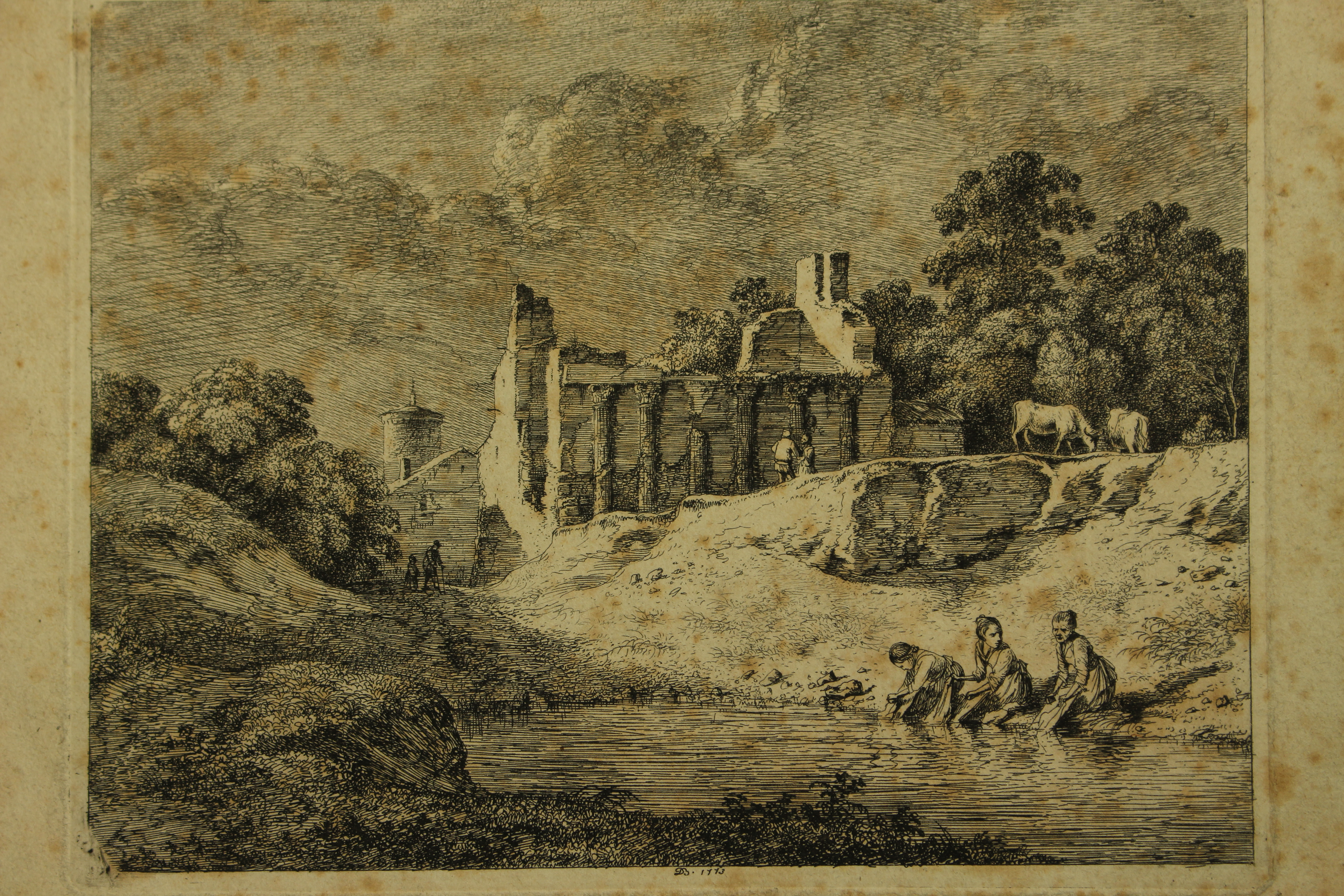
Les Petites Laveuses, hospices civils de Lyon.

Le style de Boissieu a été rapproché de celui de l'École hollandaise, notamment par son souci du réalisme. "Ce Lyonnais a commencé par dessiner des soieries avant de prendre la nature et la figure humaine pour objets de son travail. Après quelques mois d'étude à Paris, suivis du classique voyage d'Italie, il se fixe définitivement à Lyon. Il se fait vite un renom de dessinateur et surtout de graveur. Ses eaux-fortes (140 planches) sont recherchées. Paysagiste, il travaille d'après nature dans les environs de Lyon, ou reproduit des paysages de maîtres hollandais, avec, dans les dernières années, des effets de clair-obscur annonçant la vogues des eaux-fortes sombres dans le style de Rembrandt."
(il) "a produit des paysages d'une touche précise.  (sa) composition est vaporeuse dans les fonds, son  dessin un peu dur sur les devants. Il mettait un grand nombre de petits personnages dans ses paysages. (il) avait étudié les Hollandais et avait retiré de leur étude un enseignement profitable (...) Ses paysages à la mine de plomb ou au lavis étaient extrêmement recherchés, même à l'étranger" 
Marmottan (op. cit., pages 87 à 89).
En ce qui concerne les figures, il s'attache aux types populaires — l'écrivain public, la fileuse, le maître d'école — dans l'esprit du XVIIIe siècle sensible et « vériste ».
Allergique à la peinture à l'huile qu'il abandonne en 1780, Boissieu a réalisé peu de tableaux mais beaucoup de dessins et d'estampes (eaux-fortes). 
Il s'est spécialisé dans les portraits et les paysages (région lyonnaise, ruines romaines).

## Œuvres dans les collections publiques

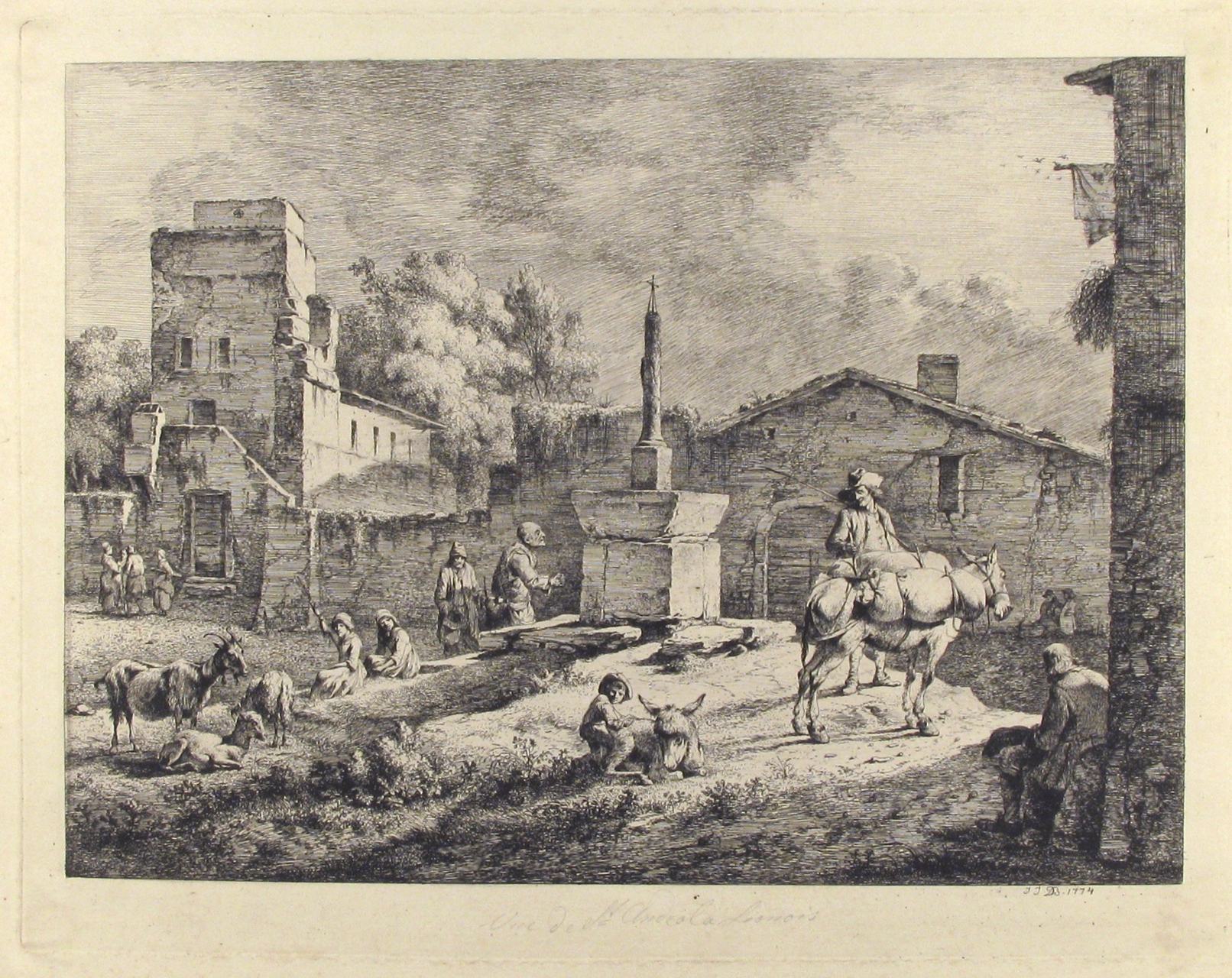
Vue de Saint Andéol (1774), New York, Metropolitan Museum of Art.

Ses œuvres figurent dans les collections publiques françaises (musées de Lyon, Grenoble, Nantes, Nice, Sens, Louvre, Petit Palais) et les musées étrangers.
Aux États-Unis
- New York, Metropolitan Museum of Art : Vue de Saint Andéol, gravure à la pointe sèche.
- New York, Morgan Library and Museum : Vue de l’hôpital général de Lyon et d’une partie du Pont de la Guillotière, 1768, lavis d’encre de Chine.
- Washington, National Gallery of Art : Mount Cario accross the Melfa river, vers 1765-1766, dessin, provenant du Alicia Mellon Bruce Fund.

En France
- Musée des beaux-arts et d'archéologie Joseph-Déchelette de Roanne :
  - Études, visages d’hommes dont un musicien et la tête d’un chien, 18e
  - Études de têtes : six hommes et une femme, 1793
  - Études de têtes, 1771
  - Études de têtes : visages d’hommes et de femmes, de chèvres et de bouc, 1803

- Lyon, musées Gadagne :
  - Ascension de Montgolfier en 1784, 1784, dessin à l'encre ;
  - Château de Pierre-Scize de la ville de Lyon, dessin au lavis d'encre de Chine.
- Nantes, musée des Beaux-Arts : Paysage, legs Clarke de Feltre en 1852, figure au catalogue de 1903 du musée, p. 4.
- Paris :
  - musée du Louvre : Scène d'intérieur, huile sur toile, acquis en 2005, met en scène des membres de sa famille dans un salon orné d'œuvres d'art (on distingue une estampe de Rembrandt) examinant des dessins.
  - Petit Palais : La Danse des Enfants, huile sur bois, legs Auguste Dutuit de 1902, no 72 du catalogue des peintures de 1981 sous le titre Portraits présumés de son épouse et de son frère Jean-Baptiste de Boissieu.
- Saint-Étienne, musée d'Art et d'Industrie : Vue de Lyon prise du quai Saint-Antoine, 1785.
- Grenoble, musée de Grenoble : environ 150 estampes.

En Pologne

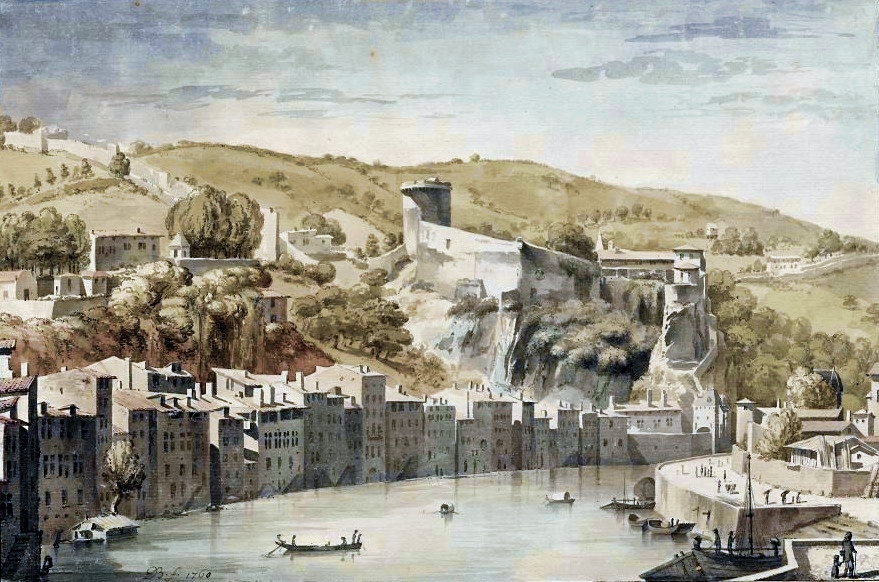
Vue du château de Pierre Scize (1860), musée national de Varsovie.

- Varsovie, musée national de Varsovie : Vue de Lyon et du château de Pierre Scize, aquarelle et encre sur papier (1760).

Au Royaume-Uni
- Londres, Institut Courtauld : Trois arbres dans une forêt, dessin à l'encre et à la mine de plomb sur papier[17].

### Dessins et estampes

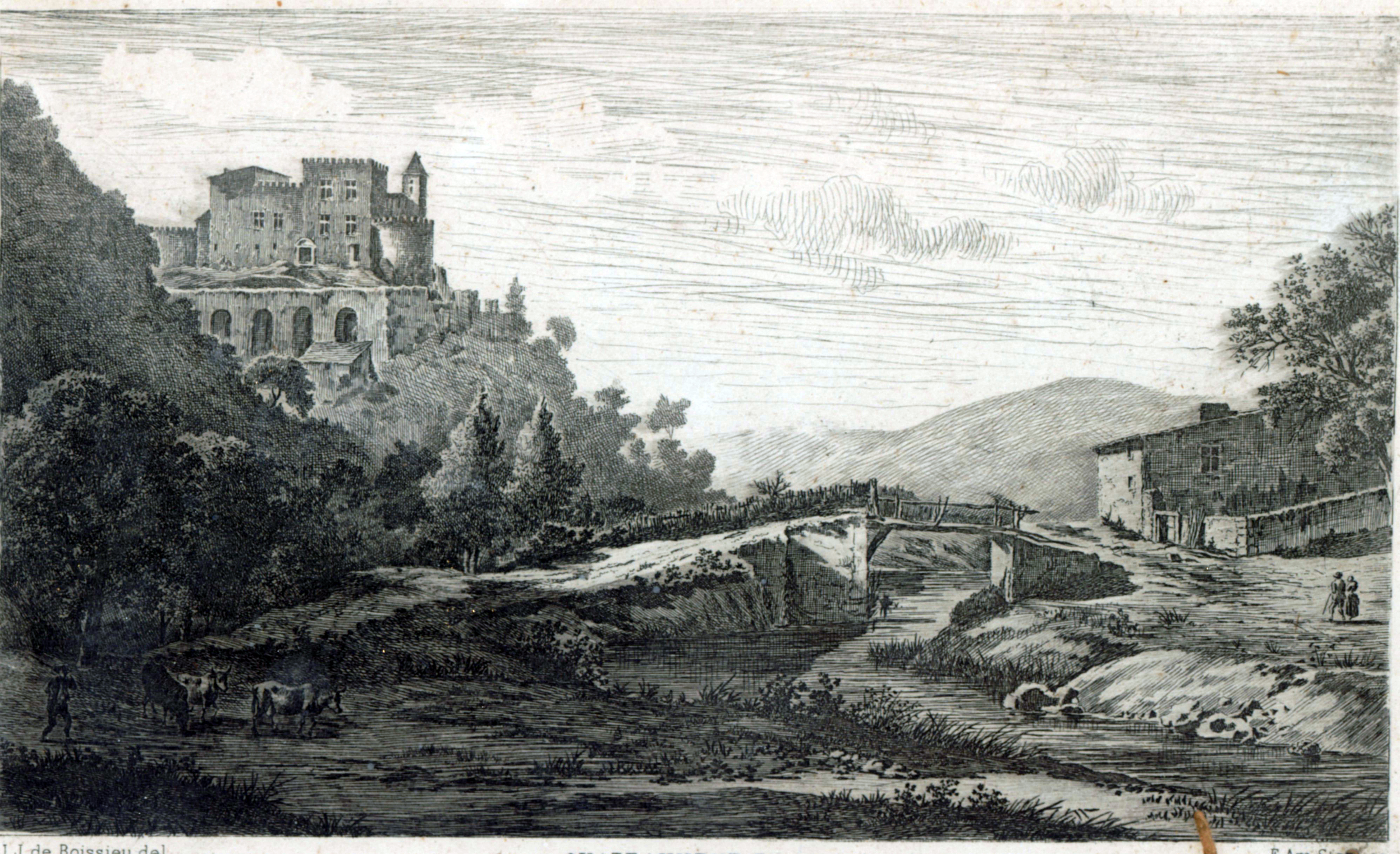
Le château et le village de Châteauneuf près de Rive-de-Gier (1789), estampe.

- Autoportrait, dessin et gravé à l'eau-forte, où chapeauté, il montre un dessin ; sur une table devant lui, un porte-mine et un buste « à l'Antique »[18].
- Ruine d'un vieux château à Saint-Chamond (1759) .
- Vestiges d'aqueduc (1763).
- Vieilles tours sur le bord d'une rivière (1763).
- Vue d'une cascade tombant d'une maison élevée (1764).
- La Fontaine de Choulans (1764).
- Vue de montagne (1764).
- Portrait, d'après Van Dyck (1770).
- Les grands Charlatans, d'après le tableau de Karl Dujardin portant l'inscription « Tiré du cabinet de M. Blondel de Gagny, receveur général des Finances », eau-forte signée des initiales et datée 1772.
- Vue de Lyon prise du Quai Saint-Antoine, "dessiné par J. de Boissieu", daté 1785.
- Pie VII souverain pontif cédant à l'empressement des Lionnais de luy faire connaître les bords de la Saône lors de son passage à Lion le 27 avril 1803, et plus bas « Transeundo  benefiacebat », eau-forte signée du monogramme.
- Le Grand Maître d'école, oeuvre décrite aussi comme Intérieur de ferme : vieillard entouré de  cinq enfants, eau-forte signée du monogramme et daté 1780.
- L'Écrivain public, daté 1790, eau-forte, signée des initiales.
- Portrait, d'après Téniers (1803).
- Le Jeu de boules - Croix Rousse aux portes de Lyon (1803).
- Pie VII bénissant les enfants (1805).
- Portrait du Souverain Pontife, eau-forte portant l'inscription « Dessiné à son passage à Lyon par J.J. De Boissieu en 1805 ».
- Le Champ de blé, d'après Ruisdael, eau-forte portant l'inscription « Tiré du cabinet de Monsieur le comte Baudoin, brigadier des armées du Roy, etc. », signée du monogramme et datée 1772.
- Saint-Jérôme, eau-forte, signée des initiales et datée 1797.
- Vue champêtre prise à Ambronay (Ain), eau-forte, signée des initiales et datée 1796.
- Paysage, dessin au lavis d'encre de Chine.
- Le Grand Pont de pierre (1769).
- Le Repos des travailleurs - paysans du Charolais (1803).
- [Titre] (?), groupe de personnes à une fontaine en pierre  surplombée par deux grands pins, au fond dans une vallée une ville (italienne ?) avec un dôme, eau-forte portant l'inscription : « Peint par N. Poussin - Tiré du Cabinet de Monsieur de Champvieux - Gravé par son ami et très humble serviteur... etc. », eau-forte, signée des initiales et datée 1804.
- Temple de la Sibylle à Tivoli, plume, encre noire et lavis d'encre de Chine, H. 0,293 ; L. 0,189 m[19]. Paris, Beaux-Arts de Paris[20]. D'abord vendue comme étant de la main d'Hubert Robert, cette feuille donne une interprétation du site de Tivoli inondé de soleil par des contrastes entre les réserves de papier et les nuances de lavis gris. Le traitement des arbres et les personnages sur la route en contrebas évoquent les maîtres hollandais.
- Vue du château des Échelles à Ambérieux-en-Bugey, vers 1780-1800, plume et encre noire, lavis d’encre grise sur papier vergé, 23,2 x 37,2 cm, musée des Beaux-Arts d’Orléans[21].

## Expositions
- 1967 : Bourg-en-Bresse, musée de Brou, où figurait un autoportrait dessiné[22].
- mai-juin 1985 : Bourg-en-Bresse, musée de Brou.
- Du 19 novembre 1985 au 2 mars 1986 : Jean-Jacques de Boissieu et la région lyonnaise, Lyon, musées Gadagne.
- Du 10 octobre 2015 au 10 avril 2016 : « Le Rembrandt Français » Jean-Jacques de Boissieu (1736-1810), villa Vauban à Luxembourg, exposition d'une centaine d'estampes (catalogue en allemand avec résumés en français et en anglais).
- 2019 : Roanne, Musée des beaux-arts et d'archéologie Joseph Dechelette[23], où figure plusieurs estampes de Jean-Jacques de Boissieu durant l'exposition temporaire des Muséalies.

## Hommages
Il existe une rue Boissieu dans le  18e arrondissement de Paris depuis 1868, et une rue Jean-Jacques-de-Boissieu dans le  6e arrondissement de Lyon depuis 1930.